# Iceman (película de 1984)
Iceman (El hombre del hielo en España, Iceman: El valor de una vida en Perú y El valor de una vida en Hispanoamérica) es una película de ciencia ficción de 1984 dirigida por Fred Schepisi y protagonizada por Timothy Hutton, Lindsay Crouse y John Lone.

## Argumento
Un antropólogo, Dr. Stanley Shephard, que forma parte de una expedición científica en el Ártico descubre el cuerpo aún vivo de un hombre de Neanderthal. Con las técnicas de reanimación consiguen devolverle a la vida y descubren, que tiene unos 40.000 años de edad. 
Shephard entonces intenta defenderlo de los otros miembros de la expedición que pretenden diseccionarlo en nombre de la ciencia, mientras que se encierra también con él en el ambiente natural que le han preparado, para ganarse su amistad y averiguar también así quien es.

## Reparto
| Actor            | Papel                |
| ---------------- | -------------------- |
| Timothy Hutton   | Dr. Stanley Shephard |
| Lindsay Crouse   | Dr. Diane Brady      |
| John Lone        | Charlie              |
| Josef Sommer     | Whitman              |
| David Strathairn | Dr. Singe            |
| Philip Akin      | Dr. Vermeil          |
| Danny Glover     | Loomis               |
| Amelia Hall      | Mabel                |

## Producción
La película tuvo un presupuesto de 10 millones de dólares y se filmó en los Estudios Panorama y en las localidades de Churchill, Manitoba, y Stewart, British Columbia, todas en Canadá.

## Recepción
En el presente, la película ha sido valorada en portales cinematográficos. En IMDb, con unos 5800 votos registrados, el filme obtiene una media ponderada de 6,1 sobre 10. En cuanto a Rotten Tomatoes, los más de 2500 votos registrados le dieron allí una valoración media de 3,2 de 5.